# Депутат Европейского парламента
Депута́т Европе́йского парла́мента (ДЕП) — лицо (депутат), избранное в Европейский парламент.
В государствах, где люди говорят на романских языках, более распространён термин «европарламентарий» или «евродепутат». В самом начале работы Европарламента ДЕПы назначались государствами-членами из депутатов национальных парламентов. Однако с 1979 года парламентарии избираются прямым всеобщим голосованием. Каждое государство само выбирает способ избрания кандидатов в депутаты европарламента. В настоящее время все государства используют различные формы пропорциональной избирательной системы. До 1997 года в Великобритании использовалась мажоритарная система.

## Выборы депутатов
На 1 января 2007 (когда Румыния и Болгария вошли в Европейский союз) в парламенте числилось 785 депутатов, но на выборах в 2009 года их число сократилось до 736 человек. Каждое государство избирает от 5 до 99 депутатов. Выборы проходят раз в пять лет. Нет единой процедуры выборов евродепутатов, каждое государство вправе утвердить свою систему, которая должна соответствовать трём ограничениям:
- выборы должны проходить по пропорциональной избирательной системе;
- избирательные территории могут быть разделены, если это не повлияет на пропорциональный характер системы голосования;
- процентный барьер не должен превышать 5 %.

Распределение мест проводится по такому принципу, что меньшие страны избирают больше депутатов, чем может быть оправдано их населением. Поскольку количество депутатов, предоставляемых каждой стране, было установлено договорами, не существует точной формулы распределения мест между государствами-членами. Изменения системы выборов в Европарламент могут быть введены только с согласия всех членов ЕС.
Предыдущие выборы в парламент прошли в июне 2019 года. Эти выборы стали крупнейшими международными одновременными выборами в истории мира. Около 500 миллионов человек имели право голосовать.

### Стаж
В Европейском парламенте наблюдается высокая «текучесть кадров» по сравнению с национальными парламентами. Например, после выборов 2004 года большинство новоизбранных европарламентариев не были членами предыдущего созыва. Только несколько человек, в том числе депутат Ханс Герт Пёттеринг, работали непрерывно с первых выборов в 1979.

## Депутаты в парламенте

Состав настоящего созыва (2009—2014) Европейского парламента:
Европейская народная партия (265)
Прогрессивный альянс социалистов и демократов (184)
Альянс либералов и демократов за Европу (84)
Зелёные — Европейский свободный альянс (55)
Европейские консерваторы и реформисты (54)
Европейские объединённые левые/Лево-зелёные Севера (35)
Европа за свободу и демократию (32)
Независимые депутаты Европейского парламента (27)

Все, кроме 27 депутатов, являются членами межнациональных политических групп, организованных по политической принадлежности. Например, британские лейбористы, избранные в парламент, являются членами Партии европейских социалистов, а все консерваторы Британии в парламенте принадлежали Европейской народной партии, но затем покинули её и сформировали новую группу (Европейские консерваторы и реформисты) в июле 2009.
Партийная дисциплина во фракциях Европейского парламента не такая строгая, как в национальных парламентах. Иногда отдельные представители голосуют против генеральной линии своей фракции. Более того, позиция фракции по любому вопросу определяется дискуссией внутри группы, а не указывается руководством партии.
Помимо работы внутри фракции европарламентарии обладают рядом полномочий и прав, касающихся работы всего парламента:
- право задавать вопросы Совету Европейского союза, Еврокомиссии и руководителям парламента;
- право предложить поправку к любому тексту в комитете;
- право внести предложение к резолюции;
- право объяснить причины голосования;
- право поднимать процедурные вопросы.

## Работа евродепутата
Каждый месяц, исключая август, парламент встречается в Страсбурге на четырёхдневном пленарном заседании, шесть раз в год депутаты на два дня собираются в Брюсселе. Обязанность проводить одну неделю каждый месяц в Страсбурге была возложена на парламент государствами-членами во время саммита в Эдинбурге в 1992 году.
Кроме того, европарламентарий может быть членом международной делегации и встречаться с иностранными делегациями, приезжающими в Брюссель или Страсбург, или посещать комитеты или парламенты иностранных государств и областей. Существует несколько международных парламентов, в которых участвуют евродепутаты. Эта работа влечёт за собой полные ежегодные парламентские встречи и более частые заседания комитетов. Парламентарии участвуют в миссиях по наблюдению за выборами.
Естественно, у депутатов есть необходимость поддерживать связь со своими избирателями в своей родной стране. Большинство евродепутатов возвращаются к своим избирателям в четверг вечером, для того чтобы провести пятницу и часто выходные с избирателями, местными организациями и политиками, профессиональными союзами, муниципальными советами и т. д. Члены Европарламента могут нанимать помощников для работы в офисе для избирателей и в парламентском офисе.
Поскольку члены Европарламента занимаются меньшим количеством важных вопросов (незначительное влияние на проблемы здравоохранения, образования, строительства, обороны, но большие полномочия в экологической сфере, сфере защиты прав потребителей, трудового законодательства и торговли), их известность в родной стране не так велика, как у депутатов национального парламента (по крайней мере, не так велика, как у министров или оппозиционных лидеров).

## Полномочия
После ратификации и вступления в силу Лиссабонского договора принятие почти всех законов ЕС требует одобрения и Европейского парламента, и Совета Министров. Они рассматривают законопроекты в трёх чтениях и могут предлагать любые поправки к документу, но в конечном итоге они должны утвердить одинаковый текст законопроекта. Такая система составляет двухпалатную законодательную власть.
Члены Европарламента также выбирают президента Еврокомиссии из кандидатов, предложенных Европейским советом, и, после обсуждения кандидатов, одобряют назначение Комиссии в целом. Парламент может вынести Комиссии вотум недоверия (например, в 1999 году Комиссия под председательством Жака Сантера ушла в отставку, когда ей был вынесен вотум недоверия). Международные соглашения, которые принимает Европейский союз (например, ВТО, торговые соглашения), должны быть одобрены Европейским парламентом, также должно быть утверждено присоединение новых государств-членов к союзу. Годовой бюджет ЕС принимается совместно Европарламентом и Советом министров.
Парламент также выбирает европейского Омбудсмена и проводит слушания с кандидатами на пост президента и с членами управляющих советов Европейского центрального банка, Совета аудиторов, различных агентств.

## Зарплата и привилегии

### Зарплата
До 2009 года зарплата евродепутатов (выплачиваемая государствами-членами) была такая же, как у депутатов нижней палаты национальных парламентов. В результате зарплаты парламентариев сильно отличались. В 2002 году евродепутат от Италии получил 130000 евро, а от Испании — 32000 евро. Однако в июле 2005 года Совет согласился унифицировать статус депутатов. Поэтому, начиная с 2009 года, все евродепутаты получают базовую годовую зарплату, составляющую 38,5 % от зарплаты европейского судьи, или около 85000 евро. Изменения сократили зарплату одних депутатов (от Италии, Австрии и Германии), повысили у других (большей частью, у депутатов восточноевропейских стран) и не затронули зарплаты депутатов от Великобритании.

### Расходы и недавние реформы
До реформ 2009 года депутаты обвинялись в использовании щедрых пособий в своих интересах. Обычно подвергались критике размер зарплаты и другие расходы депутатов.
Другие жалобы чаще всего относились к тому, что полёты членов Европарламента в Брюссель и обратно оплачивались по общей тарифной ставке, независимо от фактически понесённых расходов. Заплаченная цена могла оказаться выше того, что было потрачено на самом деле. Такая практика была отменена в 2009 году с избранием нового парламента. Теперь возмещаются только фактические, задокументированные расходы.
Другая проблема заключается в том, что счета членов Европарламента проверяются на выборочной, а не всеобщей основе. Чтобы снять подозрения, некоторые депутаты добровольно представляют свои счета на полную независимую ревизию ежегодно.

### Неприкосновенность
Согласно протоколу евродепутаты в своих странах получают такой же иммунитет, как депутаты национального парламента. В других государствах-членах европейские депутаты получают защиту от задержания и судебных разбирательств, исключая случаи, когда они пойманы во время совершения преступления. Неприкосновенность может быть снята заявлением властей заинтересованного государства, направленным в Европейский парламент.

## Отдельные депутаты

### Опыт депутатов
Приблизительно одна треть членов Европарламента ранее принадлежала национальным парламентам, и у более чем 10 % есть министерский опыт на национальном уровне. Обычно в парламенте работают несколько бывших премьер-министров и членов Еврокомиссии. Настоящий состав парламента включает также бывших судей, лидеров профсоюзов, актёров, солдат, певцов, политических активистов и членов семей лидеров государств (Елена Бэсеску — дочь Президента Румынии Траяна Бэсеску).
Многие уходящие евродепутаты занимают другие политические должности. Несколько действующих и бывших президентов, премьер-министров, заместителей премьер-министров европейских государств являлись депутатами Европарламента (например, Саркози, Клегг, Берлускони).

### Двойные мандаты
Про человека говорят, что он обладает двойным мандатом, если он избран и в национальный, и в европейский парламент. Такая практика была раскритикована политическими партиями и странами-членами, а затем была запрещена в 2009 году.

### Разнообразие
Из депутатов, избранных в 2009 году, женщин — 34 % (в 2004 в парламенте было 30 % женщин, а в 1979 году в депутаты избрали только 16,5 % женщин). Этот процент меняется в зависимости от делегации той или иной страны. Например, в британской делегации половина лейбористов — женщины.
Самый пожилой евродепутат — Джованни Берлингуэр, родившийся в 1924 году, — бывший коммунист, присутствовавший на подписании Римского договора в 1957 году. Самый молодой — Амелия Андерсдоттер, родившаяся в 1987 и присоединившаяся к парламенту в 2009.

### Осуждённые члены Европарламента
Несмотря на то что закон от 20 сентября 1976, касающийся выборов членов Европейского парламента прямым, всеобщим голосованием, не регулирует этот вопрос, много членов Европейского парламента были признаны виновными, в том числе по тяжким преступлениям, таким как коррупция, махинации, дискриминация.

### Избранные парламентом
После Лиссабонского договора Национальное собрание Франции провело довыборы в Европейский парламент.

## Наблюдатели
Для стран, вступающих в союз, обычной практикой является отправление наблюдателей в парламент. Число наблюдателей и их назначение (обычно национальными парламентами) установлены для присоединяющихся стран в соглашениях по вступлению в союз.
Наблюдатели могут посещать заседания и участвовать в дебатах, но у них нет права голоса. Когда страна становится полноправным членом ЕС, наблюдатели становятся евродепутатами на период между вступлением государства и выборами в парламент. Например, ГДР имела 18 наблюдателей в 1990—1994 годах. Также с 26 сентября 2005 года по 31 декабря 2006 года у Болгарии было 18 наблюдателей в парламенте, а у Румынии — 35. Они были выбраны из правящей и оппозиционных партий и одобрены национальными парламентами этих стран. После вступления стран в союз наблюдатели стали европарламентариями (но с некоторыми изменениями в составе).